# Палм-Спрингс-Норт (Флорида)
Палм-Спрингс-Норт (англ. Palm Springs North) — статистически обособленная местность, расположенная в округе Майами-Дейд (штат Флорида, США) с населением в 5460 человек по статистическим данным переписи 2000 года.

## География
По данным Бюро переписи населения США статистически обособленная местность Палм-Спрингс-Норт имеет общую площадь в 2,07 квадратных километров, из которых 1,81 кв. километров занимает земля и 0,26 кв. километров — вода. Площадь водных ресурсов округа составляет 12,56 % от всей его площади.
Статистически обособленная местность Палм-Спрингс-Норт расположена на высоте 1 м над уровнем моря.

## Демография
| Год переписи        | Нас. |  | %±    |
| ------------------- | ---- |  | ----- |
| 1980                | 5838 |  | —     |
| 1990                | 5300 |  | −9,2% |
| 2000                | 5460 |  | 3%    |
| 1980–2000 Источник: |      |  |       |

По данным переписи населения 2000 года в Палм-Спрингс-Норт проживало 5460 человек, 1449 семей, насчитывалось 1630 домашних хозяйств и 1656 жилых домов. Средняя плотность населения составляла около 2637,68 человек на один квадратный километр. Расовый состав населённого пункта распределился следующим образом: 93,02 % белых, Испаноговорящие составили от всех жителей статистически обособленной местности.
Из 1630 домашних хозяйств в 43,3 % воспитывали детей в возрасте до 18 лет, 72,5 % представляли собой совместно проживающие супружеские пары, в 11,2 % семей женщины проживали без мужей, 11,1 % не имели семей. 8,3 % от общего числа семей на момент переписи жили самостоятельно, при этом 3,1 % составили одинокие пожилые люди в возрасте 65 лет и старше. Средний размер домашнего хозяйства составил 3,33 человек, а средний размер семьи — 3,49 человек.
Население статистически обособленной местности по возрастному диапазону по данным переписи 2000 года распределилось следующим образом: 27,4 % — жители младше 18 лет, 6,4 % — между 18 и 24 годами, 31,8 % — от 25 до 44 лет, 23,4 % — от 45 до 64 лет и 11,0 % — в возрасте 65 лет и старше. Средний возраст жителей составил 36 лет. На каждые 100 женщин в Палм-Спрингс-Норт приходилось 96,1 мужчин, при этом на каждые сто женщин 18 лет и старше приходилось 93,4 мужчин также старше 18 лет.
Средний доход на одно домашнее хозяйство статистически обособленной местности составил 62 161 доллар США, а средний доход на одну семью — 64 428 долларов. При этом мужчины имели средний доход в 39 886 долларов США в год против 28 281 доллар среднегодового дохода у женщин. Доход на душу населения статистически обособленной местности составил 62 161 доллар в год. 3,6 % от всего числа семей в населённом пункте и 4,4 % от всей численности населения находилось на момент переписи населения за чертой бедности, при этом 2,1 % из них были моложе 18 лет и 15,9 % — в возрасте 65 лет и старше.